# The Good Heart – A Buddhist Perspective on the Teachings of Jesus
A The Good Heart – A Buddhist Perspective on the Teachings of Jesus (magyarul: A jó szív – Jézus tanításai buddhista szemmel) című könyvben a 14. dalai láma, Tendzin Gyaco osztja meg az olvasókkal a Jézus tanításaival kapcsolatos nézeteit buddhista nézőpontból. A Wisdom Publications által kiadott könyv tartalmát a dalai láma 1994-ben a John Main szemináriumon (a bencések rendhez tartozó bizonyos „keresztény meditáció”) tartott előadása adja, amely során négy közismert evangélium nyolc részletéhez fűz kommentárokat. Azzal, hogy párhuzamot von Jézus és Gautama Buddha között – és egyben a két vallási hagyomány között – alapvetően szentesíti a nagy világvallásokat. A magas rangú tibeti láma részletesen tárgyalja a két hagyomány végtelen érdemeit. A könyv üzenete, azon túl hogy a nagy világvallásokban sok a hasonlóság, az, hogy a különbségek is nagyon fontosak, ugyanis az embereknek így van lehetőségük választani. A szeminárium egyik célja az volt, hogy előmozdítsa a keresztény-buddhista vallásközi párbeszédet.

## Tartalma
A könyvben közölt evangéliumi részletek között szerepel a mustármag példabeszéd és a feltámadás (a nyolc részlet: Máté: 5:38-48 Szeresd ellenségedet és 5:1-10 Hegyi beszéd; Márk 3:31-35, Egykedvűség és 4:36-24, Isten királysága; Lukács: 9:28-36, Az átváltozás és 9:1-6, A küldetés; valamint János: 12:44-50, Hit és 20:10-18, Feltámadás). A dalai láma egyből a könyv elején biztosítja olvasóit afelől, hogy nem áll szándékában, hogy bárkiben is elültesse a kétely magját, sőt inkább arra buzdít mindenkit, hogy tartsa nagyra a saját vallási hagyományát. Úgy vallja, hogy minden vallást a jószívűség hitelesít és kiemeli a kereszténység és a buddhizmus közötti hasonlóságokat, mint az együttérzés, a testvériség és a megbocsájtás, és erőteljesen támogatja, hogy a különböző vallású emberek találkozzanak egymással – nem az egyháztudósokra vagy a vezetőkre, hanem a hétköznapi emberekre gondol – hogy osztozzanak saját meglátásaikon. Arra is felhívja a figyelmet, hogy mindenki érdekeivel ellentétes volna az is, ha nem ismernénk el mindegyik vallás egyediségét is.